# Sovići (gmina Jablanica)
Sovići – wieś w Bośni i Hercegowinie, w Federacji Bośni i Hercegowiny, w kantonie hercegowińsko-neretwiańskim, w gminie Jablanica. W 2013 roku liczyła 250 mieszkańców, z czego większość stanowili Boszniacy.